# 馬倫戈戰役
馬倫哥戰役（Bataille de Marengo，1800年6月14日），又称马伦戈战役，為法兰西第一共和国與神圣罗马帝国於第二次反法同盟時期的一場戰役。战役发生在皮埃蒙特大区的亚力山德里亚附近。法軍由當時任法蘭西第一共和國第一執政的拿破崙領軍。拿破崙在此役中击溃了米夏埃爾·馮·梅拉斯将军的攻击，并将奥地利军队逐出的勝利巩固了拿破仑第一執政的地位。

## 背景
1799年法軍在意大利和萊茵地區的戰場上連番失利，倚靠著瑞士軍團司令安德烈·馬塞納在蘇黎世戰役的勝利才免於本土被入侵。同年11月拿破崙发动雾月政变掌握法国最高权力，成為第一執政後，便部署反擊。1800年5月，拿破崙率領先前在第戎组建的后备军团，一支约37,000人的部隊，翻越阿爾卑斯山后進入意大利北部，因奧軍大部分軍隊被牽制在熱那亞圍城戰，使得拿破崙轻松进入米兰，占领了奥军的后勤基地。而後，拿破崙決定與奧軍正面決戰。6月9日，拉纳率法軍在蒙特贝洛擊敗奧軍，奧軍統帥米夏埃爾·馮·梅拉斯将军憂慮補給線遭切斷，重整部隊，但是他沒有立刻攻擊法軍。拿破崙誤判奧軍將要撤退，便從自己的部隊中撥出兩支分遣隊，一往南，一向北，試圖攔截奧軍。然而后者通过潜伏在法军中的间谍得知了拿破仑的作战计划，决定将大部队集中在马伦哥主动等待人数劣势的敌军来攻。

## 戰鬥
早上6時，奧軍從亞歷山德里亞往東渡過博爾米達河向法軍進擊。前日已抵达河边的维克多并未意识到面对的是奥军主力，后方的拿破仑也不确定这是否为一次佯攻，于是仅派拉纳和缪拉前往支援。此外奧軍行動緩慢，到了9時戰鬥才全面展開。
奧軍右翼約3,300人由安德烈亚斯·奥赖利少將率領。梅拉斯將軍指揮18,000人為中軍，直取馬倫哥。左翼約7,500人由彼得·奧特（Peter Karl Ott von Bátorkéz）將軍指揮，奪取卡斯特尔切里奥洛（Castelceriolo）村，切斷法軍往米蘭的交通線，側擊法軍右翼。人数陷入严重劣势的维克多部有被包抄的风险。
大約在10時，拿破崙才確認奧軍的攻擊不是撤退前的佯攻，匆匆趕赴戰場。散處附近的法軍，急忙地增援左右兩翼。11時，拿破崙到達後，命令分遣隊回師救援。
奧軍攻擊馬倫哥的部隊遭到維克托師的頑強阻击，法军步兵和小克勒曼（克勒曼元帥之子）麾下的騎兵不断发起反击，奥军迟迟没能突破法军防线。上午10時，奧軍發動了總攻，此时轻装突进的法军弹药已严重不足，支撐不住漸漸後退。下午2時，法軍莫尼埃師試圖奪回卡斯特尔切里奥洛，被奥軍击退。這時馬倫哥終被奧軍攻陷，法軍往東撤退兩英里，在聖吉里阿諾村重整。奧軍繼續壓迫，但左右兩翼沒有跟進行動。勝利在望之际，梅拉斯因傷把指揮權移交參謀長安东·冯·察赫將軍，后者却没有察觉到两翼和中军不协调的问题。

下午約3時，德賽將軍向拿破崙報告，他指揮的那支往南的分遣隊已到達戰場。拿破崙詢問德塞對戰况的看法，德賽答道：
這場仗是輸定了，不過，現在還是下午二時，有充裕的時間打勝下一場。
拿破崙趕急地把援兵部署在前線，馬爾蒙也重整了手中的19门火炮。下午四时，奥军再次发起攻势，法军炮兵集中所有火炮对其近距离霰弹轰击。奧軍漸現混亂，德赛带来的生力军和小克勒曼率領的法軍重装騎兵衝入奧軍陣中，俘獲扎奇將軍和他的隨扈，奧軍騎兵反擊，但遭逐退，其他部隊也潰退。歐萊禮和奧特率領左右兩翼，隨着中軍退過博爾米達河。
經過十二小時的戰鬥，奧軍損失了15面軍旗，40門火炮，8,000人被俘，6,000人陣亡或受傷。法軍有4,700人傷亡，900人失踪或被俘，执政卫队（日后的老近卫军）遭重创，德賽將軍於勝利的當下被子彈擊中當場陣亡。

### 轶事
意大利作曲家贾科莫·普契尼曾在其歌剧作品托斯卡中引用该战役作为剧情的推动元素。